# Alba Valéria
Alba Valéria Gonçalves Naciff , mais conhecida como Alba Valéria (Macaé, 9 de maio de 1963), é uma atriz brasileira.

## Carreira
Até o final da década de 1970, Alba Valéria fazia comerciais na televisão, como modelo. Sua estreia cinematográfica se deu em 1980, com Tudo Acontece em Copacabana, de Erasto Filho. Foi o primeiro dos seis filmes em que atuou, todos naquela década. Depois veio a televisão. Em 1982, atuou na telenovela O Homem Proibido, de Teixeira Filho, ao lado de David Cardoso.
Com o cineasta Victor de Lima, de quem foi namorada (também namorou Kadu Moliterno) destacou-se em Crazy - Um Dia Muito Louco, e com Cláudio Cunha, O Gosto do Pecado. Seu maior sucesso foi Giselle, de Victor di Mello, exibido em vários países. Destacou-se no cinema pornochanchada, e no final da década de 1990 retirou-se da vida artística.

## Filmografia
No cinema Alba Valéria atuou nos seguintes filmes:
| Ano  | Título                                  | Personagem |
| ---- | --------------------------------------- | ---------- |
| 1996 | O Lado Certo da Vida Errada             |            |
| 1981 | Crazy - Um Dia Muito Louco              | Belinda    |
| 1981 | Álbum de Família - Uma História Devassa | Teresa     |
| 1981 | O Gosto do Pecado                       | Lucila     |
| 1980 | Os Paspalhões em Pinóquio 2000          | Gracinha   |
| 1980 | Tudo Acontece em Copacabana             |            |
| 1980 | Giselle                                 | Giselle    |

Na televisão ela atuou, pela rede Globo, nas seguintes produções:
| Ano  | Título                | Observação |
| ---- | --------------------- | ---------- |
| 1984 | Amor com Amor Se Paga | Elizabeth  |
| 1982 | O Homem Proibido      | novela     |
| 1984 | A Máfia no Brasil     | telessérie |
| 1992 | Tereza Batista        | minissérie |